# Regimentul 1 de vânători călare din Garda Imperială

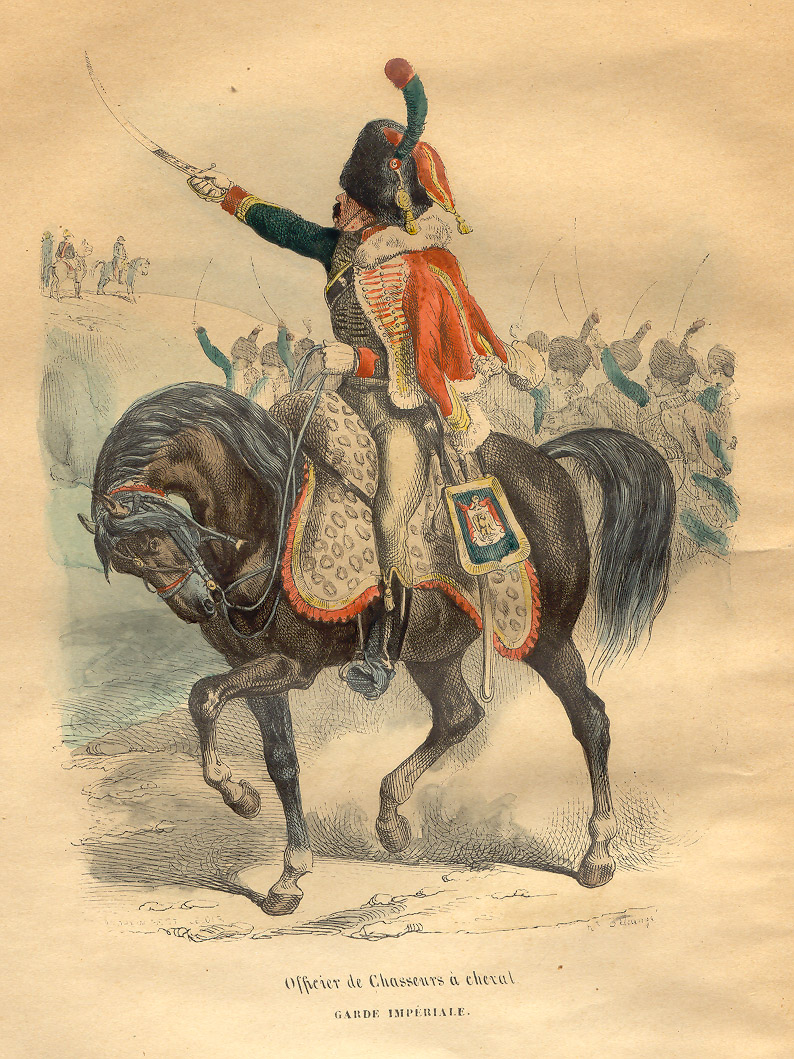
Vânător Călare din Gardă, de Bellange

Vânătorii călare reprezentau cavaleria ușoară a Gărzii Imperiale, regimentul incluzând și un escadron de mameluci. Scopul principal al vânătorului călare este protecția Împăratului Napoleon I, care purta deseori uniforma verde de colonel al regimentului, uniformă în care dealtfel a fost înmormântat. Vânătorii aveau dreptul la un tratament preferențial și privilegii, lucru care le-a adus porecla de „Copii favoriți”.

## Istoric

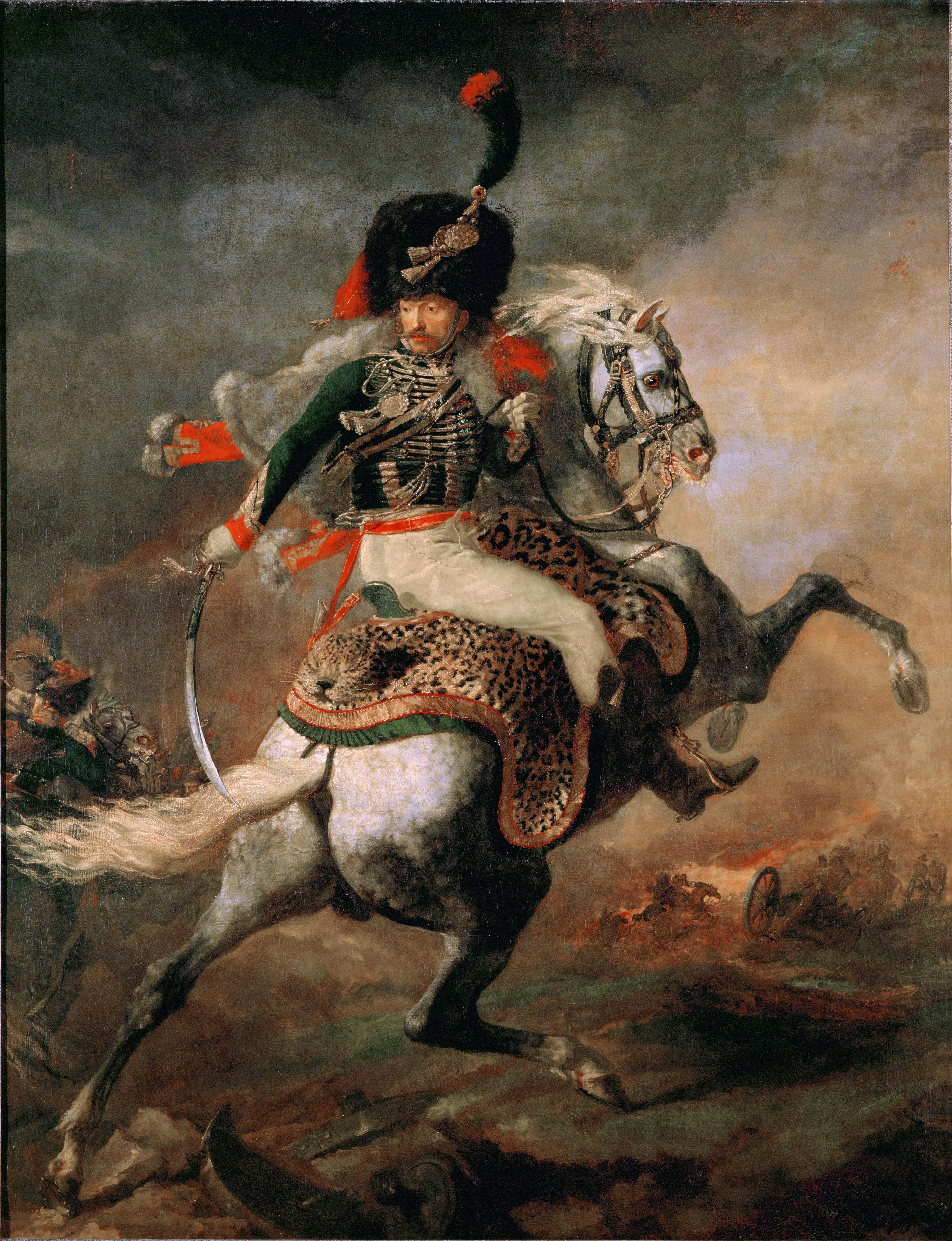
Vânător Călare, de Théodore Géricault

Originea regimentul se regăsește în „ghizii” generalului Bonaparte, care i-au asigurat securitatea în timpul primei campanii din Italia. Din 18 mai 1804 (28 floreal, an XII), regimentul a primit numele de „vânătorii călare din Garda Imperială”; iar din 29 iulie este adus la 4 escadroane, al cincilea adăugându-se un an mai târziu. Invazia din Rusia aduce pierderi destul de însemnate regimentului, care revine din această cauză la 4 escadroane. Cu toate acestea, din 1813, regimentul este adus la 9 escadroane, dintre care 5 de „Veche Gardă” și 4 de „Tânără Gardă”. Cel de-al 10-lea escadron era cel de mameluci. În timpul restaurației franceze, regimentul este dizolvat, dar reorganizat în timpul „celor 100 de zile” și apoi definitv dizolvat, după a doua Restaurație. Vânătorii călare au beneficiat de câțiva comandanți de elită: Lefebvre-Desnouettes, Guyot sau Dahlmann. Au participat la toate marile bătălii ale Imperiului, remarcându-se în mod special la Austerlitz, Eylau și în timpul Campaniei din Franța.